# Manmohan Szingh
Manmohan Szingh (pandzsábiul: ਮਨਮੋਹਨ ਸਿੰਘ, hindiül: मनमोहन सिंह) (Pandzsáb, 1932. szeptember 26. – Új-Delhi, 2024. december 26.) India 13. miniszterelnöke.
Szingh az Indiai Nemzeti Kongresszus tagja és 2004. május 22-től 2014. májusig India első szikh miniszterelnöke volt. Sokan őt tartották a legképzettebb indiai miniszterelnöknek.
A modern India történetének egyik legnagyobb hatású alakjának tartják; 1991-ben tett szert hírnévre az indiai gazdaságliberalizáció elindításával – akkor még pénzügyminiszterként, Narasimha Rao miniszterelnök kormányában.

## Családi háttér
1932. szeptember 26-án született  a pandzsábi Gah városában (ma Pakisztán).
1958-tól volt házas. Felesége Gursaran Kaur, három gyermekük van.

## Pályafutása
A Cambridge-i Egyetemen végzett.

## Külső hivatkozások
Indiai kormányzati cikkek
- Prime Minister's Office – Official page includes Profile and Curriculum Vitae
- ManmohanSingh.org
- Prime Minister's profile at the Government of India website
- List of current Union Ministers, includes the portfolios held by the Prime Minister.

Egyéb weblapok
- Dr. Singh the Prime Minister – ArasiyalTalk.com
- Profile of Manmohan Singh from Nilacharal
- India's architect of reforms – BBC NEWS
- Soni leads the new ministers to thank Gandhi
- Marxist analysis of the 2004 Indian elections from the Anti-Caste Information Page
- Manmohan Szingh portréja